# Stefania Rocca
Stefania Rocca (ur. 24 kwietnia 1971 w Turynie) – włoska aktorka.

## Filmografia
- 1997 − Nirvana jako Naima
- 1998 – Viol@[1] jako Marta
- 1999 − Jezus jako Maria z Betanii
- 1999 − Utalentowany pan Ripley jako Silvana
- 2001 − Bernadetta z Lourdes jako Nathalie Guillaumet
- 2003 − Najpierw mnie pocałuj jako Adele
- 2003 − Plan pięciu księżyców jako Fernanda
- 2005 − Bestia w sercu jako Emili
- 2012 - Mała Dama jako Malvina Farelli